# Anette Sagen
Anette Sagen (* 10. Januar 1985 in Mosjøen) ist eine ehemalige norwegische Skispringerin. Mit insgesamt 45 Einzelsiegen und 88 Podiumsplatzierungen im Ladies-Continental-Cup ist sie eine der erfolgreichsten Skispringerinnen der Welt.

## Werdegang
Sagen begann im Alter von elf Jahren mit dem Skispringen. Vier Jahre später nahm sie das erste Mal am FIS Ladies-Grand-Prix, einer Wettkampfserie mit vier Austragungsorten ähnlich der Vierschanzentournee, teil. Bei der 2000 noch nicht zu den offiziellen FIS-Wettbewerben zählenden Veranstaltung konnte sie sich zweimal unter den ersten Zehn platzieren und belegte in der Gesamtwertung den achten Rang. Ein Jahr später belegte sie beim Springen in Schönwald den fünften Rang und wurde in der Gesamtwertung Zehnte.
In der Saison 2001/02 gelang Anette Sagen der Durchbruch in die Weltspitze. Beim FIS Ladies Grand Prix erreichte sie bei allen vier Springen einen Platz auf dem Podest. In Saalfelden am Steinernen Meer und Rastbüchl wurde sie Zweite, in Baiersbronn und Schönwald jeweils Dritte. In der Gesamtwertung belegte sie den zweiten Platz hinter der überragenden Siegerin Daniela Iraschko aus Österreich. In dieser Saison gewann sie bei den inoffiziellen Junioren-Weltmeisterschaften in Stryn die Goldmedaille sowohl im Einzel als auch mit der Mannschaft.
Gleich bei ihrem ersten internationalen von der FIS anerkannten Wettkampf bei den Senioren, dem Ladies-Continental Cup am 11. Januar 2003 im slowenischen Planica, gewann Sagen vor der Amerikanerin Lindsey Van. Sagen, die Van als Vorbild und enge Freundin angibt, sprang in beiden Durchgängen die Bestweite und siegte mit einem Vorsprung von knapp 30 Punkten. In dieser Saison nahm sie an neun Wettkämpfen teil, von denen sie fünf als Siegerin und vier als Zweitplatzierte beendete. Diese Platzierungen sicherten ihr unter anderem den Sieg beim FIS Ladies Grand Prix vor der Österreicherin Eva Ganster.
Ihre Ausnahmestellung bestätigte Sagen auch in der Saison 2003/04 mit fünf Siegen. So gewann sie wiederum den FIS Ladies Grand Prix. In der Saison 2004/05 siegte sie in acht Continental-Cup-Wettbewerben, wurde zweimal Zweite und einmal Dritte. Die erstmals ausgetragene Gesamtwertung im Ladies-Continental-Cup gewann Sagen mit knapp 300 Punkten Vorsprung vor Lindsey Van und Daniela Iraschko. In den darauffolgenden drei Saisons bestätigte sie dieses Ergebnis und entschied mit deutlichem Vorsprung die Gesamtwertung des Continental Cups für sich. In ihrer bisher erfolgreichsten Saison 2007/08 konnte sie eine Bilanz von zehn Siegen und fünf zweiten Plätzen bei 15 Teilnahmen an Continental-Cup-Wettbewerben vorzuweisen. 2006 und 2008 gewann sie des Weiteren erneut den FIS Ladies Grand Prix.
Bei den Nordischen Skiweltmeisterschaften 2009 in Liberec gewann sie im erstmals ausgetragenen Damen-Wettbewerb die Bronzemedaille. In der Saison 2008/2009 gewann sie zum fünften Mal die Gesamtwertung des Continental Cups, obwohl sie in dieser Saison nur in vier Springen siegte.
Ihre persönliche Bestweite von 174,5 Metern sprang Sagen 2004 auf dem Vikersundbakken in Vikersund als Vorspringerin beim Weltcup. Dem Sprung war ein in den norwegischen Medien stark beachteter Streit, ob Frauen von einer Skiflugschanze springen dürften oder nicht, vorausgegangen. Dieser wurde zunächst nur zwischen Sagen und Torbjørn Yggeseth, dem Vorsitzenden des Sprungkomitees der FIS, geführt, eskalierte in der norwegischen Öffentlichkeit jedoch in einer Debatte über die Rechte von Frauen im Sport. Sagens Flug war bis zum 18. März 2023 der weiteste exakt verifizierte einer Frau, da Daniela Iraschko-Stolz' Sprung auf etwa 200 m am Kulm im Jahr 2003 nicht genau gemessen wurde.
Im Jahr 2009 stürzte Sagen auf dem Vikersundbakken, sodass Frauen vorerst nicht mehr auf Flugschanzen starten durften.
Am 6. Januar 2013 gewann Sagen als erste Norwegerin ein Weltcupspringen. Mit 27 Jahren und 362 Tagen ist sie damit auch die bisher älteste Norwegerin, der dies gelang. Von 2009 bis 2013 wurde Sagen außerdem 15 mal norwegische Meisterin bei Einzelwettbewerben der Seniorinnenklasse.
Im März 2015 erklärte Sagen ihr Karriereende und begründete diese Entscheidung mit fehlender Freude am aktiven Skispringen.

## Würdigungen
Im Jahr 2004 erhielt sie den Haneprisen, eine Auszeichnung, die von der Gemeinde Vefsn vergeben wird, in der ihr Geburtsort liegt.
Im Jahr 2010 durfte Sagen den umgebauten Holmenkollbakken mit einem Sprung einweihen, nachdem sie dazu eine Umfrage mit über 10.000 Stimmen gewonnen hatte.
2015 erhielt sie als erste Skispringerin die Holmenkollen-Medaille.
Im Jahr 2022 wurden Sagen und Maren Lundby mit dem Gina-Korg-Preis ausgezeichnet.
Eirin Maria Kvandal bezeichnet sie als ihr Vorbild.

## Sonstiges
Für Aufmerksamkeit in den norwegischen Medien sorgte Sagen im Januar 2007, als bei YouTube ein Video auftauchte, auf dem sie sich nach einer verlorenen Wette von Lindsey Van brutal niederschlagen lässt.
Sie gehörte zu den Athletinnen, die eine  Klage gegen das Organisationskomitee Olympischen Winterspielen 2010 einreichten, da kein Wettkampf für Frauen ausgerichtet wurde.
Sagen ist Athletenbotschafterin der Entwicklungshilfeorganisation Right To Play. Sie arbeitet heute als Krankenschwester und war zeitweise auch als Materialkontrolleurin für die FIS tätig.
Ihr älterer Bruder Snorre (* 1985) war ebenfalls Skispringer und arbeitete später als Trainer.

## Erfolge
| Saison  | WC-Platzierung | COC-Platzierung | FIS-Ladies-Grand-Prix | Grand-Prix |
| ------- | -------------- | --------------- | --------------------- | ---------- |
| 1999/00 | -              | -               | 8                     | -          |
| 2000/01 | -              | -               | 10                    | -          |
| 2001/02 | -              | -               | 2                     | -          |
| 2002/03 | -              | -               | 1                     | -          |
| 2003/04 | -              | 1               | 1                     | -          |
| 2004/05 | -              | 1               | 19                    | -          |
| 2005/06 | -              | 1               | 1                     | -          |
| 2006/07 | -              | 1               | 20                    | -          |
| 2007/08 | -              | 1               | 1                     | -          |
| 2008/09 | -              | 1               | -                     | -          |
| 2009/10 | -              | 3               | 2                     | -          |
| 2010/11 | -              | 16              | 38                    | -          |
| 2011/12 | 6              | 10              | -                     | -          |
| 2012/13 | 5              | -               | -                     | 34         |
| 2013/14 | 40             | 10              | -                     | -          |
| 2014/15 | 38             | 1               | -                     | -          |

### Weltcupsiege im Einzel
| Nr. | Datum          | Ort      | Typ           |
| --- | -------------- | -------- | ------------- |
| 1.  | 6. Januar 2013 | Schonach | Normalschanze |

### Weltcupsiege im Mixed-Team
| Nr. | Datum             | Ort         | Typ                      |
| --- | ----------------- | ----------- | ------------------------ |
| 1.  | 23. November 2012 | Lillehammer | Normalschanze Mixed-Team |

### Continental-Cup-Siege im Einzel
| Nr. | Datum              | Ort            | Typ           |
| --- | ------------------ | -------------- | ------------- |
| 1.  | 16. Januar 2005    | Planica        | Normalschanze |
| 2.  | 19. Januar 2005    | Toblach        | Mittelschanze |
| 3.  | 22. Januar 2005    | Oberaudorf     | Normalschanze |
| 4.  | 16. Februar 2005   | Breitenberg    | Normalschanze |
| 5.  | 19. Februar 2005   | Saalfelden     | Normalschanze |
| 6.  | 5. März 2005       | Vikersund      | Normalschanze |
| 7.  | 5. März 2005       | Vikersund      | Normalschanze |
| 8.  | 12. März 2005      | Oslo           | Großschanze   |
| 9.  | 11. August 2005    | Pöhla          | Mittelschanze |
| 10. | 14. August 2005    | Meinerzhagen   | Mittelschanze |
| 11. | 8. Oktober 2005    | Lake Placid    | Normalschanze |
| 12. | 9. Oktober 2005    | Lake Placid    | Normalschanze |
| 13. | 14. Januar 2006    | Ljubno         | Normalschanze |
| 14. | 18. Januar 2006    | Toblach        | Mittelschanze |
| 15. | 9. Februar 2006    | Baiersbronn    | Normalschanze |
| 16. | 15. Februar 2006   | Saalfelden     | Normalschanze |
| 17. | 18. Februar 2006   | Breitenberg    | Normalschanze |
| 18. | 6. August 2006     | Klingenthal    | Großschanze   |
| 19. | 12. August 2006    | Meinerzhagen   | Mittelschanze |
| 20. | 15. August 2006    | Bischofshofen  | Normalschanze |
| 21. | 15. Januar 2007    | Toblach        | Mittelschanze |
| 22. | 16. Januar 2007    | Toblach        | Mittelschanze |
| 23. | 10. Februar 2007   | Breitenberg    | Normalschanze |
| 24. | 9. März 2007       | Sapporo        | Normalschanze |
| 25. | 18. August 2007    | Bischofshofen  | Normalschanze |
| 26. | 28. August 2007    | Lake Placid    | Normalschanze |
| 27. | 29. August 2007    | Lake Placid    | Normalschanze |
| 28. | 11. Dezember 2007  | Notodden       | Normalschanze |
| 29. | 12. Dezember 2007  | Notodden       | Normalschanze |
| 30. | 23. Januar 2008    | Toblach        | Mittelschanze |
| 31. | 16. Februar 2008   | Breitenberg    | Normalschanze |
| 32. | 23. Februar 2008   | Schönwald      | Normalschanze |
| 33. | 8. März 2008       | Yamagata       | Normalschanze |
| 34. | 9. März 2008       | Yamagata       | Normalschanze |
| 35. | 16. August 2008    | Bischofshofen  | Normalschanze |
| 36. | 27. September 2008 | Oberstdorf     | Normalschanze |
| 37. | 14. Januar 2009    | Ljubno         | Normalschanze |
| 38. | 3. März 2009       | Yamagata       | Normalschanze |
| 39. | 4. März 2009       | Yamagata       | Normalschanze |
| 40. | 8. März 2009       | Sapporo        | Normalschanze |
| 41. | 14. August 2009    | Oberwiesenthal | Normalschanze |
| 42. | 8. Dezember 2009   | Rovaniemi      | Normalschanze |
| 43. | 10. Dezember 2011  | Notodden       | Normalschanze |
| 44. | 13. Dezember 2013  | Notodden       | Normalschanze |
| 45. | 14. Dezember 2013  | Notodden       | Normalschanze |

### National
| Liste der norwegischen Meister im SkispringenNorwegische Meisterschaften | Liste der norwegischen Meister im SkispringenNorwegische Meisterschaften | Liste der norwegischen Meister im SkispringenNorwegische Meisterschaften | Liste der norwegischen Meister im SkispringenNorwegische Meisterschaften |
| ------------------------------------------------------------------------ | ------------------------------------------------------------------------ | ------------------------------------------------------------------------ | ------------------------------------------------------------------------ |
| Gold                                                                     | 2003 Lillehammer                                                         | Gold im Einzel Großschanze                                               |                                                                          |
| Gold                                                                     | 2003 Lillehammer                                                         | Gold im Einzel Normalschanze                                             |                                                                          |
| Gold                                                                     | 2004 Bardu                                                               | Gold im Einzel Großschanze in Oslo                                       |                                                                          |
| Silber                                                                   | 2004 Bardu                                                               | Silber im Einzel Normalschanze                                           |                                                                          |
| Gold                                                                     | 2005 Lillehammer                                                         | Gold im Einzel Großschanze                                               |                                                                          |
| Gold                                                                     | 2005 Lillehammer                                                         | Gold im Einzel Normalschanze                                             |                                                                          |
| Gold                                                                     | 2006 Kongsberg                                                           | Gold im Einzel Großschanze in Oslo                                       |                                                                          |
| Gold                                                                     | 2006 Kongsberg                                                           | Gold im Einzel Normalschanze                                             |                                                                          |
| Gold                                                                     | 2007 Molde                                                               | Gold im Einzel Normalschanze                                             |                                                                          |
| Gold                                                                     | 2008 Trondheim                                                           | Gold im Einzel Großschanze                                               |                                                                          |
| Gold                                                                     | 2009 Vikersund                                                           | Gold im Einzel Kleinschanze                                              |                                                                          |
| Gold                                                                     | 2010 Rælingen                                                            | Gold im Einzel Normalschanze                                             |                                                                          |
| Gold                                                                     | 2010 Botne                                                               | Gold im Einzel Kleinschanze                                              |                                                                          |
| Gold                                                                     | 2012 Voss                                                                | Gold im Einzel Normalschanze                                             |                                                                          |
| Gold                                                                     | 2012 Voss                                                                | Gold im Einzel Großschanze                                               |                                                                          |
| Gold                                                                     | 2013 Rena                                                                | Gold im Einzel Normalschanze                                             |                                                                          |

| Norwegische Junioren-Meisterschaften | Norwegische Junioren-Meisterschaften | Norwegische Junioren-Meisterschaften | Norwegische Junioren-Meisterschaften |
| ------------------------------------ | ------------------------------------ | ------------------------------------ | ------------------------------------ |
| Gold                                 | 2002 Hurdal                          | Gold im Einzel Großschanze           |                                      |
| Gold                                 | 2002 Hurdal                          | Gold im Einzel Normalschanze         |                                      |

| Junioren-Meisterschaft (inoffiziell) | Junioren-Meisterschaft (inoffiziell) | Junioren-Meisterschaft (inoffiziell) | Junioren-Meisterschaft (inoffiziell) |
| ------------------------------------ | ------------------------------------ | ------------------------------------ | ------------------------------------ |
| Gold                                 | 2004 Stryn                           | Gold im Einzel                       |                                      |
| Gold                                 | 2004 Stryn                           | Gold im Team                         |                                      |

### Schanzenrekorde
| Schanze                     | Ort     | Land    | Weite | aufgestellt am  | Rekord bis |
| --------------------------- | ------- | ------- | ----- | --------------- | ---------- |
| Trampolino Sulzenhof (HS74) | Toblach | Italien | 76 m  | 23. Januar 2008 | aktuell    |